# Tchichellé Tchivéla
Tchichellé Tchivèla, né François-Auguste Tchichéllé à Pointe-Noire (Moyen-Congo, AEF) le 22 octobre 1940, est un médecin militaire, homme politique et écrivain congolais.

## Biographie
François-Auguste Tchichéllé est un médecin militaire à la retraite avec le grade de colonel. Il est le fils de Robert Stéphane Tchitchéllé, un des pères fondateurs de la nation congolaise.
Il entreprend des études secondaires au lycée Victor-Augagneur de Pointe-Noire, avant de poursuivre un cursus en médecine à l'École de santé de la marine de Bordeaux de 1961 à 1969.  Il les complète par une spécialité en pédiatrie à Toulouse puis à Rennes.
De 1992 à 1997, sous la présidence de Pascal Lissouba, il est ministre du Tourisme et de l’Environnement. Pendant la guerre civile de 1997, il est préfet du Kouilou et fait en sorte que le conflit ne touche pas la ville océane,.
Passionné de littérature et de musique, il prend le nom de « Tchichellé Tchivèla » et publie :
- Zama-Yi (articles de revues, Présence africaine, 1981/3 (no 119), 8 pages) ;
- Les Aliénés (articles de revues, Présence africaine, 1980/2 (no 114), 13 pages) ;
- Longue est la nuit[4] (nouvelles, Hatier, 1986) ;
- L’Exil ou la Tombe (nouvelles, Présence africaine, 1986) ;
- Les Fleurs des Lantanas (roman, Présence africaine, 1997).

Auteur-compositeur, il écrit des textes et compose. 
Très attaché à l’héritage culturel vili, qu’il essaie par tous les moyens de perpétuer, en mécène, il aide les chanteurs et musiciens ponténégrins à exister au quotidien et sur la scène.